# Haverah Park
Haverah Park est une paroisse civile du Yorkshire du Nord, en Angleterre.